# Јусеф ен Несири
Јусеф Ен Несири (арап. يوسف النصيري, фр. Youssef En-Nesyri; Фес, 1. јун 1997) професионални је марокански фудбалер.

## Каријера
Поникао је на мароканској фудбалској академији Мохамеда VI. Године 2015. прешао је у Малагу за надокнаду од 125 хиљада евра и прву сезону провео је у млађим категоријама. На крају сезоне 2015/16. је позван у резервни Б тим Малаге — Атлетико Малагено, где је одиграо шест утакмица.
Дана 8. јула 2016. тренер Хуанде Рамос уврстио га је у први тим Малаге. Осам дана касније, у пријатељском мечу са Алхесирасом, постигао је два гола.
Дана 23. августа 2016. године продужио је уговор са Малагом до лета 2020. године. Дана 26. августа је дебитовао у Примери против Еспањола.

## Репрезентација
На Светском првенству 2018. године, Јусеф Ен Несири је постигао гол у трећем колу против Шпаније.

## Голови за репрезентацију
Голови Ен Несирија у дресу са државним грбом
| #  | Датум            | Место       | Противник | Гол | Резултат | Такмичење                |
| -- | ---------------- | ----------- | --------- | --- | -------- | ------------------------ |
| 1. | 20. јануар 2017. | Ојем        | Того      | 3:1 | 3:1      | Афрички куп нација 2017. |
| 2. | 9. јун 2018.     | Талин       | Естонија  | 3:0 | 3:1      | Пријатељска              |
| 3. | 25. јун 2018.    | Калињинград | Шпанија   | 2:1 | 2:2      | Светско првенство 2018.  |

## Трофеји
Севиља
- Лига Европе (2) : 2019/20, 2022/23.